# 牙/タスク
「牙󠄀/タスク」は、2002年10月10日に発売された甲斐よしひろ16thシングル。

## 概要
約4年ぶりとなるシングルで、オーマガトキ移籍第一弾シングルとして発売され、甲斐よしひろの作品しては初のCD-EXTRA仕様となっており、『オロナミンC・ロイヤルポリス』のCMが視聴できた。
表題曲は、『オロナミンC・ロイヤルポリス』のCMソングに使用され、2004年発表7thオリジナル・アルバム『アタタカイ・ハート』に収録されている。

## 収録曲
- 全作詞・作曲：甲斐よしひろ

1. 牙󠄀/タスク
2. 牙󠄀/タスク（CM Mix）
3. Blue Rose Blue
4. 牙󠄀/タスク（Instrumental）